# با تو (آلبوم)
با تو نام یک آلبوم گردآوری‌شده از ابی است که در ۱۸ ژوئن ۱۹۹۶ (۲۹ خرداد ۱۳۷۵ ه‍. ش) توسط کلتکس رکوردز منتشر شد.

## فهرست ترانه‌ها
| # | نام ترانه          | ترانه‌سرا      | آهنگساز      | تنظیم‌کننده         |
| - | ------------------ | ------------- | ------------ | ------------------ |
| ۱ | با تو              | ژاکلین        | فرخ آهی      | فرخ آهی            |
| ۲ | سبد سبد            | مسعود فردمنش  | مسعود فردمنش | منوچهر چشم‌آذر      |
| ۳ | زبانم را نمی‌فهمی   | ناهید ناظمی   | سیاوش قمیشی  | آندرانیک آساطوریان |
| ۴ | خونه               | ژاکلین        | فرخ آهی      | فرخ آهی            |
| ۵ | منزل به منزل       | اردلان سرفراز | فرید زلاند   | فرید زلاند         |
| ۶ | بگو ای یار بگو     | اردلان سرفراز | فرید زلاند   | فرید زلاند         |
| ۷ | اتل متل            | اردلان سرفراز | فرید زلاند   | فرید زلاند         |
| ۸ | هموطن              | شهرام شب‌پره   | شهرام شب‌پره  | منوچهر چشم‌آذر      |
| ۹ | خونه (اجرای دیسکو) | ژاکلین        | فرخ آهی      | فرخ آهی            |